# Sydvästra England
Sydvästra England (eng. South West England) är en av Englands nio regioner. Den består av Cornwall och betydande delar av det historiska Wessex.
Den var en av valkretsarna vid val till Europaparlamentet. Då ingick också, sedan valet 2004, Gibraltar.

## Grevskapochenhetskommuner
|  | 1. Bath and North East Somerset (enhetskommun) 2. North Somerset (enhetskommun) 3. Bristol (enhetskommun) 4. South Gloucestershire (enhetskommun) 5. Gloucestershire (administrativt grevskap) 6. Swindon (enhetskommun) 7. Wiltshire (enhetskommun) 8. Dorset (enhetskommun) 9. Bournemouth, Christchurch and Poole (enhetskommun) 10. Somerset (enhetskommun) 11. Devon (administrativt grevskap) 12. Torbay (enhetskommun) 13. Cornwall (enhetskommun) 14. Plymouth (enhetskommun) 15. Scillyöarna (enhetskommun) |